# Judith Gerlach
Judith Gerlach (ur. 3 listopada 1985 w Würzburgu) – niemiecka polityk i prawniczka, działaczka Unii Chrześcijańsko-Społecznej (CSU), deputowana do Landtagu Bawarii, minister w rządach Bawarii.

## Życiorys
W 2006 roku zdała egzamin maturalny, po czym do 2010 studiowała prawo na Uniwersytecie Juliusza i Maksymiliana w Würzburgu. W 2010 zdała pierwszy państwowy egzamin prawniczy, a następnie odbyła aplikację w Würzburgu. W latach 2012–2013 zdała drugi państwowy egzamin prawniczy, uzyskując w 2013 roku uprawnienia do wykonywania zawodu adwokata, choć działalność ta została później przez nią zawieszona.
Od 2002 należy do CSU oraz Młodzieżówki Unii (Junge Union). W 2013 po raz pierwszy została wybrana do Landtagu Bawarii. W 2015 dołączyła do struktur Unii Kobiet CSU. Od 2019 pełni funkcję zastępczyni przewodniczącego powiatowego związku CSU Aschaffenburg-Land oraz sekretarza w zarządzie okręgowym CSU w Dolnej Frankonii. W 2020 została również radną powiatu Aschaffenburg.
Od 12 listopada 2018 do 8 listopada 2023 zajmowała stanowisko bawarskiej minister ds. cyfryzacji. Tego samego dnia objęła funkcję bawarskiej minister ds. zdrowia, opieki i profilaktyki. Od 27 listopada 2018 pełni funkcję zastępczej członkini Bundesratu.